# Белозёрское
Белозёрское (укр. Білозе́рське) — город в Покровском районе Донецкой области Украины, административный центр Белозёрской городской общины. До 2020 года был подчинён Добропольскому городскому совету.

## История
Основан в 1950 году в связи со строительством каменноугольных шахт.
С 1966 года получил статус города районного подчинения. В 1969 году численность населения составляла 20,6 тыс. человек, здесь действовали угольные шахты, обогатительная фабрика и асфальтобетонный завод.
В 1979 году здесь действовали угольные шахты, Красноармейская групповая обогатительная фабрика, асфальтобетонный завод, завод минеральных вод, пять общеобразовательных школ, музыкальная школа, ПТУ, восемь лечебных учреждений, три библиотеки и клуб.
Во второй половине 1980х годов основой экономики являлась добыча каменного угля и завод минеральных вод. В январе 1989 года численность населения города составляла 21,1 тыс. человек.
В мае 1995 года Кабинет министров Украины утвердил решение о приватизации находившихся в городе обогатительной фабрики «Красноармейская» и ремонтно-транспортного предприятия.

## Население
Количество на начало года.
| Год  | Количество жителей |
| ---- | ------------------ |
| 1959 | 7452               |
| 1970 | 18585              |
| 1979 | 20491              |
| 1989 | 21079              |
| 1992 | 21100              |
| 1998 | 19800              |
| 2002 | 17868              |
| 2003 | 17608              |
| 2004 | 17349              |
| 2005 | 17145              |
| 2006 | 16932              |
| 2007 | 16723              |
| 2008 | 16628              |
| 2009 | 16489              |
| 2010 | 16351              |
| 2011 | 16267              |
| 2012 | 16214              |
| 2013 | 16101              |
| 2014 | 15916              |
| 2015 | 15830              |
| 2016 | 15736              |
| 2017 | 15614              |
| 2018 | 15372              |
| 2019 | 15220              |
| 2020 | 15099              |
| 2021 | 14940              |

### Языковой состав
По данным переписи 2001 года 29,64 % населения города указали украинский язык родным, 69,81 % — русский, 0,55 % — другие языки.

## Экономика
Добыча каменного угля (Шахта «Белозерская», «Новодонецкая» (входят в состав ООО «ДТЭК Добропольеуголь») и гидрошахта «Красноармейская» — «Свято-Покровская» (разрабатывается ООО «Техинновация»)) и другие.

## Транспорт
Находится в 15 км от ближайшей железнодорожной станции Доброполье Донецкой железной дороги.

## Экология
В последние годы в Белозёрском возникла острая проблема подтопления городской территории. Место для его строительства было выбрано в 1941 году институтом «Южгипрошахт» над 9 угольными пластами общей мощностью 11,5 м. До 1962 года жилищно-гражданское строительство велось без учёта горных подработок, без мер защиты от их воздействия. Десятки километров канализационных коллекторов приобрели отрицательные уклоны, а сточные воды, изливающиеся из канализационных колодцев, затапливали улицы, подвалы домов, земли расположенных поблизости сельскохозяйственных предприятий. Вследствие проседания поверхности повысился уровень грунтовых вод. Воздействуя на стены подвалов, внутренние и наружные коммуникации, они вызывают разрушение строительных конструкций, что грозит обрушением зданий. Изношенность водопроводных сетей, частые порывы труб создали проблему качества питьевой воды и угрозу здоровью людей. Сейчас горные работы под городом не ведутся, реальной угрозы очередного проседания поверхности нет. В проект закрытия гидрошахты «Красноармейская» внесены мероприятия по строительству очистных сооружений, устройству других коммуникаций, выносу городского кладбища и другие. Все объекты в городе проходят специальную экспертизу, чтобы знать, что с ними происходит и что надо предпринимать.

## Достопримечательности
- Памятник воинам, погибшим в борьбе против немецко-фашистских захватчиков
- Памятник воинам-интернационалистам («афганцам»)
- Памятник ликвидаторам аварии на ЧАЭС
- Памятник погибшим шахтерам
- Памятник Александру Первию
- Парк

## Социальная сфера

### Образование
- 4 общеобразовательные школы I—III ст.
- 3 детских сада (четвёртый детский сад "Алёнушка" был закрыт в мае 2021 года)
- Белозерский профессиональный горный лицей

### Культура
- Центр культур и досуга г. Белозерское
- Музыкальная школа
- Центр детского и юношеского творчества

### Спорт
- Дворец спорта
- Стадион